# Giuseppe Antonio Mainoni

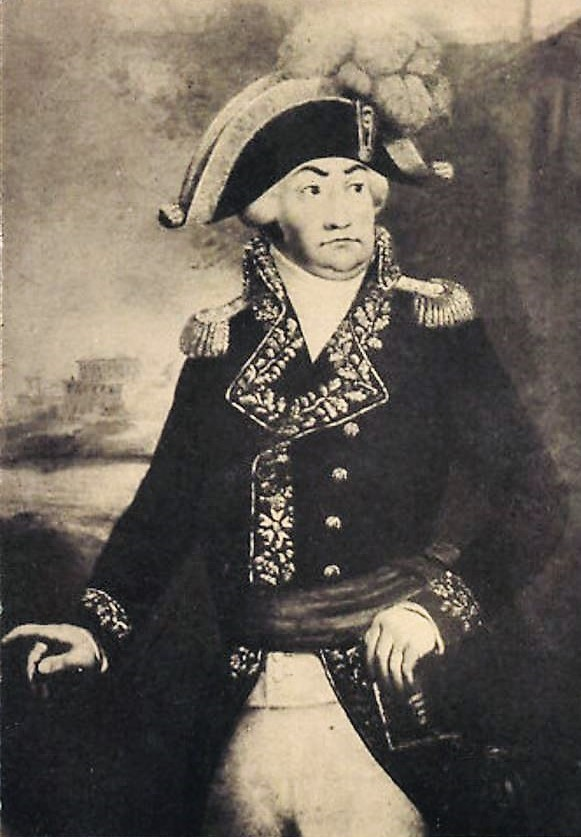
General Mainoni, mit dem Kreuz der Ehrenlegion

Giuseppe Antonio Mainoni (französisch Joseph Antoine Mainoni; * 29. September 1754 in Lugano; † 12. Dezember 1807 in Mantua) war ein französischer General.

## Leben

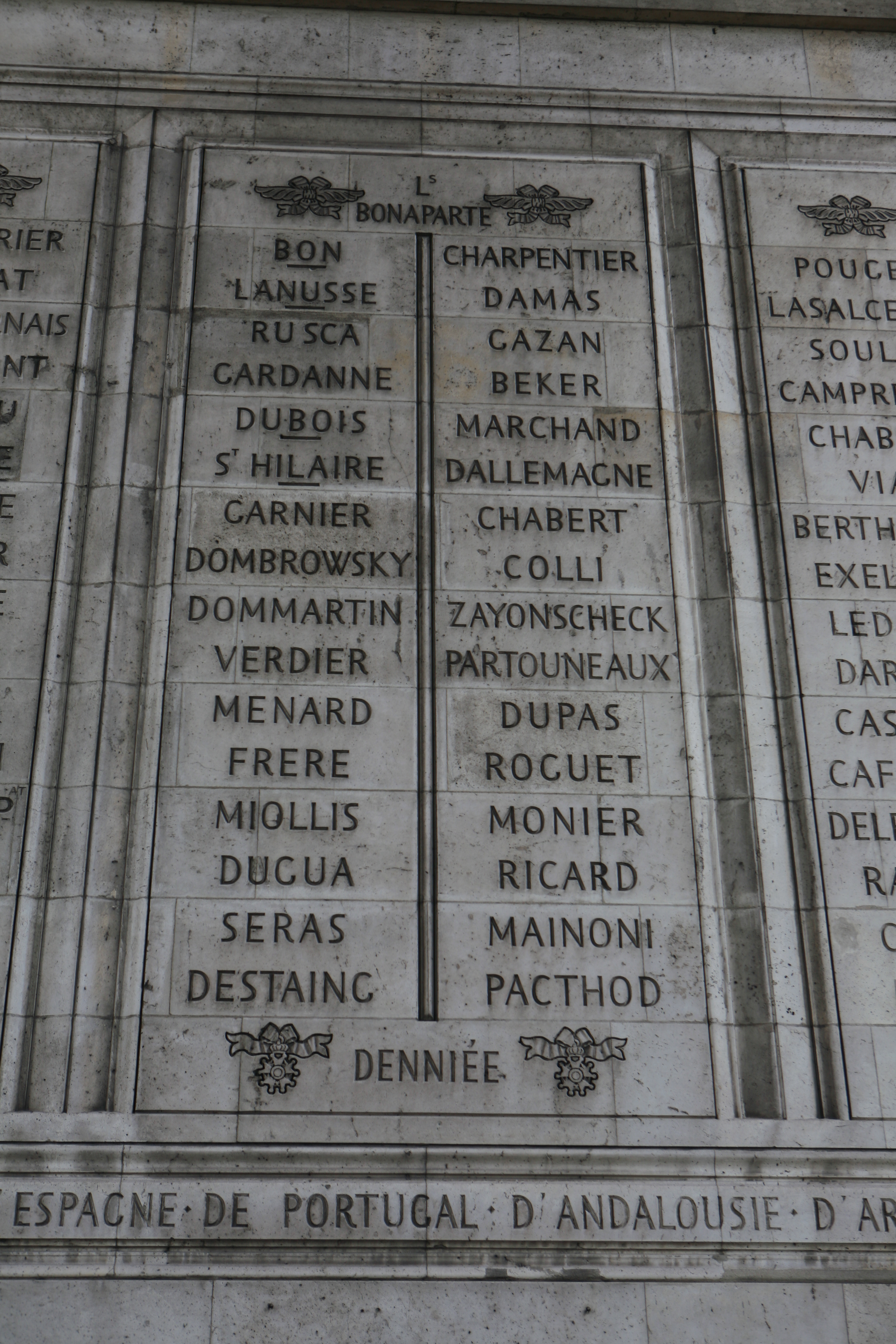
Erwähnung auf dem Arc de Triomphe, Paris

Giuseppe Antonio Mainoni entstammte einem alten Comer Geschlecht, das durch seinen Grossvater Giuseppe Antonio Mainoni (1704–1776) sowohl das Bürgerrecht von Straßburg als auch von Lugano erhielt. Er war der Sohn von Bernardo Giuseppe Mainoni (* 1727 in Mantua; † 1786 in Lugano) und dessen Ehefrau Francesca, Tochter von Stefano Grossi aus Menaggio. Sein Bruder war Etienne Bernard Mainoni (* 1756; † 1826 in Mailand), ein Tabakunternehmer in Straßburg.
Giuseppe Antonio Mainoni verbrachte seine Kindheit in Lugano, Volesio und Como; dort studierte er am Jesuitenkollegium.
1770 war er als Kaufmann im Familienbetrieb einer grossen Tabakfabrik in Strassburg, das sein Grossvater dort gegründet hatte, tätig. Kurz darauf kam er nach Frankfurt am Main, um das dortige Geschäft des Familienunternehmens zu leiten, während sein Vater die Leitung in Strassburg ausübte. Nach dem Tod seines Vaters ging er 1786 nach Strassburg zurück und löste 1788 das Geschäftshaus in Frankfurt am Main auf.
Als Unterstützer der französischen Revolution entschied er sich für die französische Staatsbürgerschaft und setzte sich entschieden für die Verteidigung der Revolution ein.
Er trat am 18. September 1790 als Soldat der Kavallerie in französische Dienste und wurde am 6. August 1792 zum Hauptmann ernannt. Im Oktober 1792 erfolgte seine Ernennung zum Kommandeur und Oberstleutnant des 6. Freiwilligen-Bataillons Bas-Rhin. Am 11. April 1793 war er als Brigadekommandeur im französischen Hauptquartier in Mainz und wurde an diesem Tag bei einem Ausfall am Bein verletzt. Er war von Dezember 1793 bis Januar 1794 Vorsitzender des Revolutionsgerichts in Straßburg. Im Juli 1795 erfolgte deswegen seine Festnahme, weil er als Präsident des Revolutionsgerichts Misshandlungen begangen haben soll, er wurde jedoch aufgrund der geringen Vorwürfe am 12. September 1795 freigesprochen.
Am 30. Juli 1794 ernannten ihn die Volksvertreter der Rheinarmee zum Kommandeur der 92. Halbbrigade und er wurde am 17. Februar 1796 Kommandeur der 44. Halbbrigade.
1796 nahm er unter General Louis Charles Antoine Desaix an der Offensive jenseits des Rheins teil und war an der Schlacht bei Biberach beteiligt, kämpfte in Waldkirch und erhielt dort am 19. Oktober 1796 eine Kopfwunde. Nach dem Leobener Waffenstillstand im April 1797, hatte er das Kommando über den Kanton Grünstadt in der besetzten Pfalz. Ende 1797 kehrte er in die Garnison nach Mainz zurück. Im Februar 1798 nahm er an den Zusammenstößen mit den pfälzischen Truppen und der Besetzung Mannheims teil.
Er besiegte am 9. September 1798 die Aufständischen des Nidwalds in Stans, was die Kapitulation des Ortes zur Folge hatte (siehe auch: Schreckenstage von Nidwalden). Im Anschluss kommandierte er die Besatzungstruppen im Kanton Tessin, seiner Heimat; dort erfolgte am 19. November 1798 seine Beförderung zum Brigadegeneral.
1799 wurde er am 16. März mit seinen Offizieren und Tausenden von österreichischen Soldaten gefangen genommen, jedoch bereits nach vier Monaten Haft in der Grazer Festung gegen den österreichischen General Franz Xaver von Auffenberg ausgetauscht. Am 16. August 1799 kehrte er daraufhin nach Frankreich zurück.
1799 kämpfte er am 25. September im Kanton Linth und befehligte den rechten Flügel der Division Soult. Sein Handeln war entscheidend für den französischen Sieg in der zweiten Schlacht um Zürich. Anschließend wurde er zum Kommando der 110. Halbbrigade nach Bern versetzt. Im Dezember 1799 wechselte er zum Kommando der in Wallis stationierten Truppen.
Am 18. März 1800 wurde er der für Italien bestimmten Reservearmee zugeteilt und befehligte am 10. Mai 1800 eine Linien-Halbbrigade der Infanteriedivision von General Jean Lannes; er zeichnete sich am 6. Juni in San Cipriano Po bei Stradella bei der Verteidigung gegen die Österreicher am rechten Po-Ufers aus. Durch eine Schussverletzung in die Brust, während der Schlacht bei Marengo, wurde er am 14. Juni 1800 schwer verletzt. Nach seiner Genesung Ende Juli 1800 kehrte er in den Dienst zurück und führte eine Beobachtungsmission in das Valtellina durch.
Im Januar 1801 wurde er zum Militärkommandeur der Provinz Vicenza ernannt. Nach dem Vertrag von Lunéville vom 9. Februar 1801 wurde er nach Mailand zurückgerufen und im Juni nach Novara geschickt, um dort die Ordnung wiederherzustellen. Am 1. Juli 1801 wurde er in der Armee der Cisalpinischen Republik eingesetzt. 1802 war er für kurze Zeit in Pavia, ab August desselben Jahres im Departement Lario der Cisalpinischen Republik mit seinem Hauptort Como. Im November 1801 erhielt er das Kommando einer Brigade der Division Verdier mit der Aufgabe, den Aufstand im Tessin zu unterdrücken; es gelang ihm, seine Heimat kampflos einzunehmen, indem er einfach drohte, sie zu besetzen.
Am 27. August 1803 erfolgte seine Ernennung zum Generalmajor. Er übernahm am 3. Oktober 1803 das Kommando über die Festung von Mantua.
Aufgrund seines Alters war er an den Feldzügen von 1805 bis 1807 nicht mehr beteiligt, obwohl er behauptete, er sei erst 1762 geboren.
Giuseppe Antonio Mainoni heiratete 1777 Franziska Klara (* 1755 in Frankfurt am Main; † 1791 in Strassburg), Tochter des Bankiers Franz Maria Schweitzer. Gemeinsam hatten sie sechs Kinder:
- Paulina Maria Mainoni (* 1779 in Straßburg; † 1857 in Cirey), verheiratet mit Louis Joseph Alloys de Guaita (1765–1839), Sohn des Frankfurter Bankiers Antoine-Marie Guaita;
- Bernardo Mainoni (* 1781 in Frankfurt am Main; † 1807 in Neapel), Hauptmann der Infanterie;
- Giuseppe Antonio Mainoni (* 1783; † 1849), General in Como;
- Stefano Mainoni (* 1784; † 1860 in Mailand); Kapitän der Ehrengarde von Napoleon Bonaparte;
- Teresa Mainoni (* 1787; † unbekannt).

Während seines Aufenthaltes in Strassburg lebte er in der Strasse 6 rue de l'Arbre-Vert.

## Ehrungen und Auszeichnungen
- 11. Dezember 1803: Ritter der Ehrenlegion.
- 14. Juni 1804: Kommandeur der Ehrenlegion.
- Giuseppe Antonio Mainonis Name erscheint auf dem Arc de Triomphe de l’Étoile, Südsäule, 26. Spalte.